# YOPER
YOPER (Your OPERating System) was een Nieuw-Zeelandse Linuxdistributie bedoeld voor pc's met een i686 (Pentium of beter) processor. Het was een distributie met een rollingreleaseschema. YOPER maakte gebruik van de desktopomgeving KDE.

## Bijzonderheden
De voornaamste eigenschap van YOPER is echter dat de distributie niet gebaseerd is op een andere distributie (wat gangbaarder is in de Linuxwereld). Aan de andere kant worden wel technologieën ontleend van andere Linuxdistributies in YOPER toegepast. Zo wordt er bijvoorbeeld gebruikgemaakt van het RPM-systeem van RedHat om programma's te installeren, maar de installatie van deze pakketten zelf gebeurt met de eigen Smart pakketbeheerder. Andere voorbeelden hiervan zijn de Debian ncurses installer voor het installeren van YOPER zelf en het gebruik van opstart- en hardware-scripts van Knoppix.
Door de zeer specifieke focus op i686-processoren kan YOPER dan ook zeer goede prestaties op dit platform voorleggen, verder werden er nog een aantal tweaks doorgevoerd om het systeem sneller te maken.
YOPER wordt verspreid in de vorm van een installeerbare Live CD, een dvd of een "mini"-cd.